# کریستوفر تیچمن
کریستوفر تیچمن (انگلیسی: Christopher Teichmann؛ زادهٔ ۱۳ اکتبر ۱۹۹۵) بازیکن فوتبال اهل سوئیس است.